# El final de l'idil·li
El final de l'idil·li (títol original en anglès: The End of the Affair) és una pel·lícula estatunidenca i britànica dirigida per Neil Jordan el 1999. Ha estat doblada al català. Julianne Moore hi fa de Sarah Miles. Es tracta d'una adaptació de la novel·la autobiogràfica de Graham Greene The End of the Affair publicada el 1951. Aquesta novel·la ja es va adaptar al cinema amb Viure un gran amor dirigida per Edward Dmytryk i estrenada el 1955 amb Deborah Kerr i Van Johnson als papers principals.

## Argument
Londres 1939. Sarah Miles, una dona bonica i apassionada, és presonera d'un matrimoni estèril amb Henry, un espòs dolç però apagat. En el transcurs d'una festa, coneix Maurice Bendrix, un novel·lista. És l'enamorament sobtat. Després d'alguns anys d'una passió intensa, un obús cau sobre la casa de Bendrix mentre que els dos amants estan junts. Durant alguns minuts, Sarah creu que Bendrix ha mort. Quan reapareix alguns instants més tard, Sarah, trastornada, posa brutalment fi a la seva relació sense cap explicació. L'amor, que Bendrix tenia per Sarah és transformat ràpidament en odi.

## Repartiment
- Julianne Moore: Sarah Miles
- Ralph Fiennes: Maurice Bendrix
- Stephen Rea: Henry Miles
- Ian Hart: Mr. Parkis
- Jason Isaacs: pare Richard Smythe

## Al voltant de la pel·lícula
- El desafiament per a l'actriu americana Julianne Moore va ser d'aconseguir fer creïble l'accent anglès tan particular de les altes classes burgeses.
- Es tracta d'un dels primers papers principals de Julianne Moore. En el rodatge, no havia tingut més que el paper principal a Safe de Todd Haynes el 1995.[3]
- La pel·lícula s'inscriu en la gran tradició de les pel·lícules novel·lesques que posen en escenes amants enamorats en una Anglaterra en guerra, com ara Waterloo Bridge de Mervyn LeRoy, Breu encontre de David Lean o Hanover Street de Peter Hyams.
- Neil Jordan retroba els seus actors fetitxes: Stephen Rea i Ian Hart
- La música de la pel·lícula és del compositor Michael Nyman. Els temes novel·lescos recorden els de Bernard Herrmann (el leitmotiv obsessionant) i algunes de les obres anteriors de Nyman. Com El piano.[3]
- La pel·lícula que veuen en el cinema a Sarah i a Bentrix és 21 days de Basil Dean, que va sortir el 1940 però va ser realitzada el 1937. Pel·lícula amb la parella estrella del cinema anglès de l'època: Vivien Leigh i Laurence Olivier.
- La pel·lícula utilitza la multiplicació dels punts de vista de manera magistral. Aquesta tècnica recorda Rashomon d'Akira Kurosawa. Algunes escenes estan rodades amb diverses càmeres. Cada angle revela doncs la interpretació subjectiva dels personatges.
- La pel·lícula va rebre quatre nominacions en els oscars del 2000: Millor actriu per a Julianne Moore, millor fotografia per a Roger Pratt, millor pel·lícula per a Neil Jordan i millor música per a Michael Nyman

## Rebuda
Les crítiques van ser molt moderades a l'estrena de la pel·lícula.
Éric Leguède en le Parisien parla d'«obra mestra», la Croix, Télérama i Le Figaro van ser particularment sensibles a la gran qualitat del conjunt (interpretació, foto, música i escenificació). Cahiers du cinéma van condemnar la pel·lícula taxant-la d'acadèmica. Segons Erwan Higuinen només «una línia apagada i igual» travessa una pel·lícula «que fa rum-rum».
Segons Jean-Jacques Bernard: «… si un amant apassionat és una nova varietat de llegums, llavors Ralph Fiennes és el rei de l'hort.».

## Premis i nominacions
L'any 2000 va rebre els següents premis i nominacions:

### Premis
- BAFTA al millor guió adaptat per Neil Jordan

### Nominacions
- Oscar a la millor actriu per Julianne Moore
- Oscar a la millor fotografia per Roger Pratt
- Globus d'Or a la millor pel·lícula dramàtica
- Globus d'Or al millor director per Neil Jordan
- Globus d'Or a la millor actriu dramàtica per Julianne Moore
- Globus d'Or a la millor banda sonora per Michael Nyman
- BAFTA a la millor pel·lícula
- BAFTA al millor director per Neil Jordan
- BAFTA al millor actor per Ralph Fiennes
- BAFTA a la millor actriu per Julianne Moore
- BAFTA a la millor música per Michael Nyman
- BAFTA a la millor fotografia per Roger Pratt
- BAFTA al millor vestuari per Sandy Powell
- BAFTA al millor maquillatge i perruqueria per Christine Beveridge
- BAFTA al millor disseny de producció per Anthony Pratt